# Сатпура

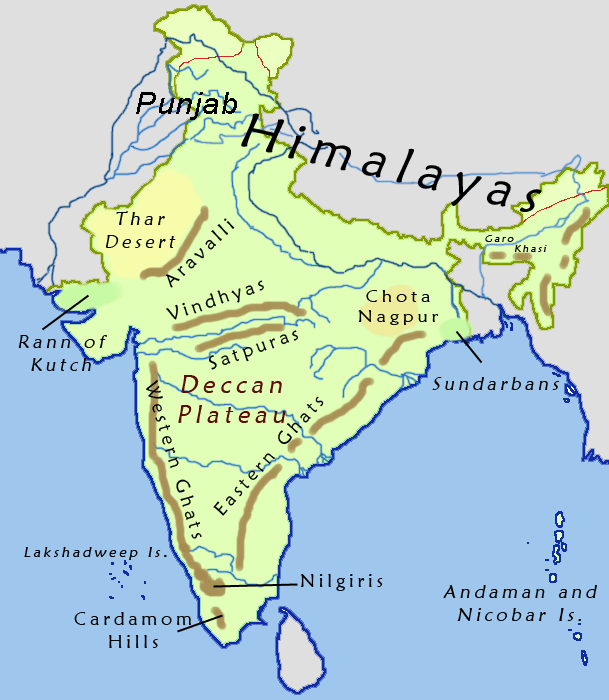
Карта гор Индии

Са́тпура — горный хребет в Индии. Расположен в северной части Деканского плоскогорья между реками Нарбада и Тапти. С запада на восток простираются на 800 км. Наиболее высокой частью хребта является его восточная часть — го́ры Махадео, достигающие высоты 1353 м. Вершины нередко плоские. Горы образованы в основном кристаллическими сланцами, гранитами и кварцитами, перекрытыми базальтовыми лавами, Махадео — красными песчаниками и конгломератами. Склоны изрезаны долинами рек, южные более крутые, чем северные. Развиты сбросовые уступы. Преобладающий тип растительности — редкостойные листопадные леса, образованные салом, тиком, бамбуком и другими породами.